# IPhone 13
iPhone 13 та iPhone 13 mini (стилізовані та продані як iPhone 13 mini) — це ряд смартфонів виробництва корпорації Apple, які прийшли на зміну смартфонам iPhone 12 та iPhone 12 mini відповідно. Вони були представлені на практично проведеній спеціальній події Apple у Apple Park у Купертіно, Каліфорнія, 14 вересня 2021 року разом із флагманами найвищого класу iPhone 13 Pro та iPhone 13 Pro Max. Попередні замовлення на iPhone 13 та iPhone 13 Mini почалися 17 вересня 2021 року, і вони стали доступні 24 вересня 2021 року.
До України Apple завезла першу офіційну партію телефонів 9 жовтня 2021 року. За інформацією Державної митної служби України, прибуло понад 8 тис. смартфонів. Офіційно телефони в Україні почнуть продаватися 15 жовтня 2021 року.

## Опис
iPhone 13 є базовою моделлю 15-го покоління; його було представлено на віртуальній події 14 вересня 2021 року разом із його «молодшим братом» (зменшеною версією) iPhone 13 mini і «професійними» моделями iPhone 13 Pro і iPhone 13 Pro Max. Старт продажів почнеться 24 вересня. Дата попереднього замовлення 17 вересня 2021 року.

## Дизайн
Очікується, що базова модель iPhone 13, як і модель iPhone 13 Pro окрім якіснішої камери матиме кращий екран зі зменшеним вирізом для системи фронтальних камер. Крім того, сканер відбитків пальців (Touch ID) вперше буде розміщений під екраном. Звичайно ж, оновляться використовувана платформа і програмне забезпечення.
Екрани всіх смартфонів лінійки iPhone будуть виконані за технологією OLED, при цьому дисплеї iPhone 13 Pro і iPhone 13 Pro Max будуть підтримувати частоту оновлення 120 Гц. Новинки будуть побудовані на базі однокристальної системи Apple A15, яка випускається силами компанії TSMC з використанням 5-нм технологічного процесу. Крім того, телефон може отримати функцію постійно увімкненого дисплея. Така технологія вперше використана в пристроях Apple Watch 5.
Уперше елементи iPhone були виготовлені з перероблених матеріалів, до прикладу антени iPhone 13 були виготовлені з переробленого пластику.
| Колір | Назва             |
| ----- | ----------------- |
|       | Чорний (Midnight) |
|       | Білий (Starlight) |
|       | Блакитний (Blue)  |
|       | Рожевий (Pink)    |
|       | Зелений (Green)   |
|       | Product Red       |